# Kate Schmidt
Kathryn Joan „Kate” Schmidt (ur. 29 grudnia 1953 w Long Beach) – amerykańska lekkoatletka, która specjalizowała się w rzucie oszczepem. 
Dwukrotna uczestniczka igrzysk olimpijskich – Monachium 1972 oraz Montreal 1976. W obu swoich olimpijskich występach zdobyła brązowe krążki. Miała uczestniczyć także w olimpijskich zmaganiach w roku 1980 jednak w związku z bojkotem do Moskwy nie pojechała. W czasie swojej kariery wywalczyła dwa srebrne medale uniwersjady – Moskwa 1973 oraz Rzym 1975. 11 września 1977 w Fürth rzutem na odległość 69,32 ustanowiła rekord świata. Schmidt jest uważana za najwybitniejszą amerykańską oszczepniczkę.